# René Bornstein
René Bornstein (* 1983 in Berlin) ist ein deutscher Jazzmusiker (Kontrabass, Komposition).

## Wirken
Bornstein studierte nach einer Studienvorbereitung in Berlin zwischen 2006 und 2011 an der Hochschule für Musik Carl Maria von Weber Dresden bei Tom Götze und Thomas Zoller. Weiterhin hatte er Unterricht bei Sigi Busch, Dirk Strakhof und Jäcki Reznicek.
2011 wurde Bornstein die künstlerische Leitung des Dresdner New Town Swing Orchesters angetragen, mit dem er zwei Alben einspielte. Im Trio Scrootch mit dem Saxophonisten Michal Skulski und Florian Bublys am Schlagzeug entstand das Album Ohne (2011). Im Rockjazztrio Tann legte er mit dem Gitarristen Dirk Häfner und dem Schlagzeuger Demian Kappenstein auf Traumton die Alben Koniferen (2012) und Nadel verpflichtet (2014) vor. Mit dem Quartett Vince entstand das Album A Story About…, für das er auch komponierte. Im Trio Lammel | Lauer | Bornstein arbeitete er mit dem Pianisten Andreas Lammel und dem Schlagzeuger Florian Lauer; auf das Album Novemberlieder (Nabel Records 2014) folgten Look at Me (2016) und 2019 Field. Mit dem Pianisten Wolfgang Torkler entstand das Album „Scapes“. Er ist weiterhin auf Alben von Sebastian Lohse und Djorkaeff zu hören.

## Preise und Auszeichnungen
Bornstein war mit dem Trio Tann 2011 Preisträger (2. Platz) beim Europäischen Nachwuchswettbewerb in Burghausen. 2012 gewann er mit der Band Scrootch beim internationalen Jazzwettbewerb Tremplin in Avignon den ersten Platz und den Publikumspreis sowie den dritten Preis beim internationalen Jazzwettbewerb „Goldener Krokus“ in Jelenia Góra.